# Мельничук Олександр Савич
Олекса́ндр Са́вич Мельничу́к  (12 липня 1921, с. Писарівка, тепер Кодимського району Одеської області — 19 березня 1997, Київ) — український мовознавець, доктор філологічних наук з 1965, професор з 1966, член-кореспондент АН СРСР з 1981, академік НАН України з 1985.
Чоловік української мовознавиці Віри Коломієць.

## Життєпис
У 1947 році закінчив Київський університет.
З 1950 року працював в Інституті мовознавства НАН України (з 1961 — завідувач відділу загального і слов'янського мовознавства).
Академік-секретар Відділення літератури, мови і мистецтвознавства НАН України (1971—1978), голова Комітету наукової термінології при Президії НАН України (1987—1992), відповідальний редактор журналу «Мовознавство» (1987—1993).
У 1990-х роках був членом редколегії журналу рос. «Известия Академии Наук СССР. Серия літератури и язика».
Працював у мовних галузях загального та індоєвропейського мовознавства, славістики, української та російської мов. Керував підготовкою фундаментального семитомного «Етимологічного словника української мови», створив школу українських етимологів.
Похований у м.Київ на Байковому кладовищі.

## Науковий доробок
За словами колег, Мельничук у своїх дослідженнях йшов шляхом узагальнень від праць, пов'язаних безпосередньо з синхронічною україністикою, до етимологічних і загальнолінгвістичних, від загальнославістичних до загальноіндоєвропеїстичних.
Новим було бачення Мельничука філософських проблем мовознавства, зокрема таких, як мова і мислення, система і структура мови, мова як знакова система.
Багато уваги вчений приділяв питанню розвитку мови. У статті «Розвиток мови як реальної системи» (1981) та в інших працях розвиток мови розглядав через призму її системності й дійшов таких висновків:
1. Мова еволюціонує поступово (не стрибкоподібно), не порушуючи рівноваги системи.
2. Якщо мовні зміни приводять до посилення системності, то мова прогресує, а якщо до послаблення — регресує.
3. Прогрес мови — це зростання її можливостей виражати новий зміст.
4. Причини мовних змін можуть бути свідомими (пов'язані з розвитком соціуму) і несвідомими (які мають психолінгвістичну природу); прикладом перших є пуризм.
5. Потужним чинником розвитку мови є мислення, при цьому роль мислення на різних етапах розвитку мови є неоднаковою: «… у процесі історичної взаємодії між мисленням і структурою мови загальний вплив мислення на мовну структуру поступово посилюється, а зворотний вплив структури мови на мислення відповідно послаблюється».

Будучи видатним теоретиком порівняльно-історичного мовознавства, Мельничук, як і Шлейхер, переконаний у реальності реконструйованих мовних праформ, тому він залучав до ширших порівнянь не тільки зафіксовані писемністю форми, а й реконструйовані. Це дало йому змогу вийти за межі окремих мовних родин, поглибити доісторичну перспективу мовознавства і висунути ідею спорідненості всіх мов світу, їхнього походження від єдиної прамови людства, про що йдеться в його фундаментальній праці «Про всезагальну спорідненість мов світу» (1991).
Учений сформулював п'ять принципів дослідження віддаленої (міжродинної) спорідненості мов:
1. Необов'язковість встановлення відповідності між голосними в коренях слів.
2. Встановлення відповідностей не між ізольованими приголосними, а між групами приголосних.
3. Встановлення відповідностей із допущенням можливості метатези приголосних кореня.
4. Встановлення відповідностей між формами з різними інфіксами й формами без них.
5. Встановлення семантичних паралелей з урахуванням можливості істотного розходження значень.

Видатним теоретиком був Мельничук і в галузі україністики та славістики. У монографії «Розвиток структури слов'янського речення» він детально простежив еволюцію речення в слов'янських мовах від найдавніших часів до наших днів, а в академічному підручнику «Сучасна українська літературна мова. Синтаксис» дав ґрунтовний опис синтагматичного членування українського речення.

## Найважливіші праці
- «Розвиток структури слов'янського речення» (1966).
- «Про роль мислення у формуванні структури мови» (1966).
- «Поняття системи і структури мови» (1970).
- «Про генезу індоєвропейського вокалізму» (1979).
- «Про мову Київського літопису XII століття» (1983).

Крім цього, Мельничук був співавтором і редактором праць:
- «Вступ до порівняльно-історичного вивчення слов'янських мов» (1966).
- «Сучасна українська літературна мова. Синтаксис» (1972).
- «Сучасне зарубіжне мовознавство» (1983).
- «Історична типологія слов'янських мов» (1986) та ін.

## У мережі
- Сторінка О. С. Мельничука на сайті Інституту мовознавства ім. О. О. Потебні НАН України [Архівовано 24 квітня 2015 у Wayback Machine.]
- Бібліометричний профіль О. С. Мельничука в Google Академія